# Пріорат (сеньйорія)

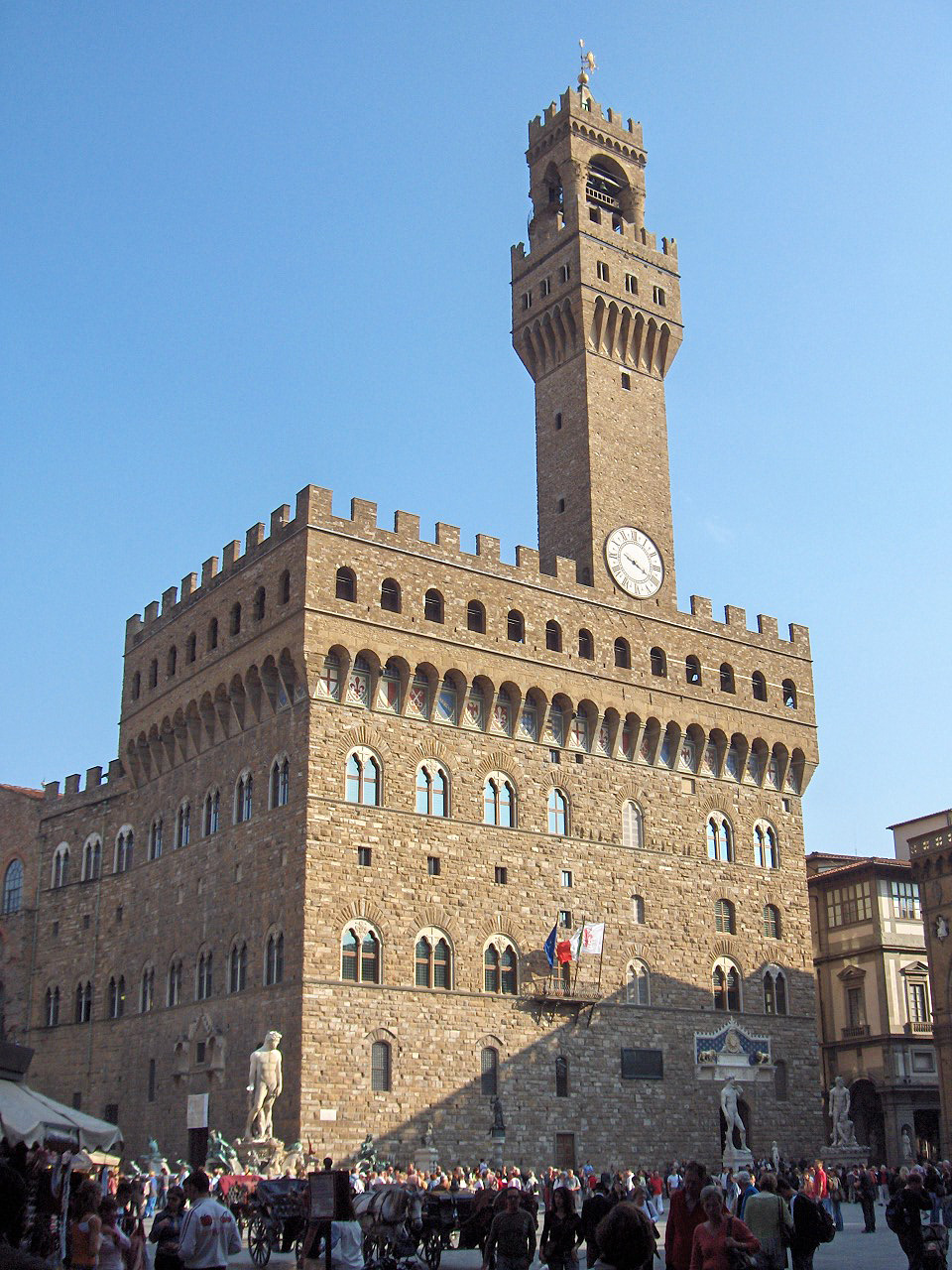
Палаццо Веккіо на площі Сеньйорії у Флоренції

Пріорат — орган міського управління деяких середньовічних міських комун Середньої Італії (Флоренції, Ареццо і інших), в яких влада перебувала в руках пополанів. Називався також Сеньорією.
У Флоренції пріорат виконував функції уряду і обирався з представників цехів — пріорів (від 3 до 21), з 1293 його очолював гонфалоньер справедливості. У Флоренції пріорат іноді іменувався терміном Сеньйорія. Втратив значення в XV ст. з встановленням тиранії Медічі.